# Tersoakus kasparyani
Tersoakus kasparyani là một loài tò vò trong họ Ichneumonidae.